# Мегарегулятор
Мегарегулятор (англ. megaregulator) или интегрированная модель надзора за финансовым сектором (integrated model of financial sector supervision) — организация регулирования и надзора за всеми участниками финансового сектора, а также инфраструктурными организациями финансового рынка в рамках единого государственного органа.

## История мегарегулятора
Популяризация института мегарегулятора проходила на протяжении 1990–2000-х годов под влиянием консолидации в финансовом секторе, развития гибридных финансовых инструментов и формирования диверсифицированных финансовых холдингов и конгломератов. Число мегарегуляторов в мире быстро выросло с нескольких уникальных случаев в начале 1980-х годов до трех десятков в конце 2000-х годов. Первые мегарегуляторы появились в Норвегии (Finanstilsynet) и Сингапуре (Monetary Authority of Singapore). В международных исследованиях годом рождения института мегарегулятора считается 1998 год, когда в Великобритании было создано Агентство надзора за финансовыми услугами (Financial Services Authority).
По состоянию на 2016 год число мегарегуляторов достигает шести десятков организаций. Для сравнения, в мире насчитывается 161 страна, имеющая национальные валюты и собственные финансовые политики. Таким образом, институт мегарегулятора существует в 39% суверенных государств. В странах, в которых нет мегарегулятора, власти создали надведомственные структуры в форме советов или комитетов или ввели специальные межведомственные координационные процедуры.
Хроника реформ финансового регулирования и надзора.
| Год реформы | Юрисдикции                                                  |
| ----------- | ----------------------------------------------------------- |
| 1998        | Австралия, Япония, Люксембург, Великобритания               |
| 1999        | Южная Корея                                                 |
| 2000        |                                                             |
| 2001        | Ирландия, Латвия                                            |
| 2002        | Бахрейн, Эстония, Мальта                                    |
| 2003        | Китай, Казахстан, Саудовская Аравия                         |
| 2004        | Казахстан, Нидерланды, Саудовская Аравия, Тринидад и Тобаго |
| 2005        |                                                             |
| 2006        | Армения, Чехия, Словакия                                    |
| 2007        |                                                             |
| 2008        | Австрия, Грузия, Польша                                     |
| 2009        | Грузия                                                      |
| 2010        | Франция, Греция, Ирландия, Новая Зеландия, США              |
| 2011        | Казахстан                                                   |
| 2012        | Литва, Великобритания                                       |
| 2013        | Грузия, Венгрия, Индонезия, Италия, Катар, Россия           |

## Цель и задачи мегарегулятора
Конечная цель создания интегрированной модели финансового регулирования и надзора заключается в обеспечении устойчивости финансового сектора в целом как на макропруденциальном уровне (минимизация системного риска финансового сектора), так и на микропруденциальном уровне (поддержание устойчивого финансового положения отдельных финансовых посредников для защиты интересов вкладчиков, кредиторов и инвесторов).
В качестве основных промежуточных задач мегарегулятора выступают:
- формирование целостной стратегии развития финансового сектора;
- организация надзора за финансовыми группами (конгломератами) на консолидированной основе;
- обеспечение эффективного макропруденциального анализа рисков, влияющих на финансовый сектор;
- унификация подходов к регулированию и надзору за отдельными сегментами финансового сектора;
- минимизация возможностей для арбитража участников рынка на регулирующих нормах;
- усиление ответственности и подотчетности надзорного направления деятельности органа регулирования;
- сокращение бюджетных издержек в результате экономии на масштабе деятельности органа регулирования;
- разработка комплексных антикризисных планов и программ реструктуризации финансового сектора в случае кризиса.

## Интегрированные функции мегарегулятора
В область интеграции попадает несколько направлений работы государственных органов:
- макропруденциальная политика;
- микропруденциальное регулирование и надзор;
- надзор за соблюдением правил корпоративного поведения;
- защита прав потребителей финансовых услуг;
- обеспечение справедливой конкуренции в финансовом секторе.

Каждое из перечисленных направлений отвечает за устранение определенного типа недостатков рыночной экономики или поведения экономических агентов: системные риски, микроэкономические проблемы (информационная асимметрия и проблема ложного выбора), риск безответственного поведения, стремление рынка к концентрации и ослаблению конкуренции.
В большинстве стран макропруденциальной политикой занимается центральный банк, в то время как микропруденциальные вопросы сосредоточены в финансовых агентствах, а проблемы конкуренции – в специализированных антимонопольных органах. Конфигурация национальных органов регулирования отражает множество факторов, включая историческое развитие, структуру финансового сектора, политическую систему, деловые традиции и обычаи, а также размер экономики и обслуживающего ее финансового сектора.

## Критика мегарегулятора
В качестве аргументов против создания мегарегулятора выдвигается несколько тезисов:
- на период реорганизации эффективность надзора за рынком ценных бумаг и страховщиками временно снижается;
- существует риск игнорирования уникальных характеристик банковского дела, рынка ценных бумаг и страхования;
- выгоды от экономии на масштабе деятельности несущественны с макроэкономической точки зрения.

## Мегарегуляторы в мире
Финансовые мегарегуляторы в мире по состоянию на 2013 год.
| Профиль финансового регулятора                                      | Группа стран |
| ------------------------------------------------------------------- | --- |
| Единый финансовый мегарегулятор в статусе пруденциального агентства | Австралия, Австрия, Бельгия, Венгрия, Германия, Гернси, Гибралтар, Дания, Исландия, Киргизия, Коста-Рика, Латвия, Мальта, Нидерланды, Никарагуа, Норвегия, ОАЭ, Тайвань, Швейцария, Швеция, ЮАР, Южная Корея, Япония |
| Единый финансовый мегарегулятор в статусе центрального банка        | Армения, Бахрейн, Бермуды, Великобритания, Грузия, Ирландия, Казахстан, Каймановы о-ва, Кюрасао, Литва, Макао, Малави, Мальдивы, Россия, Сингапур, Словакия, Уругвай, Фиджи, Чехия, Эстония                          |
| Мегарегулятор банковского и фондового рынков                        | Люксембург, Мексика, Финляндия |
| Мегарегулятор банковского и страхового рынков                       | Венесуэла, Гватемала, Канада, Колумбия, Малайзия, Перу, Сальвадор, Саудовская Аравия, Эквадор |
| Мегарегулятор фондового и страхового рынков                         | Болгария, Боливия, Маврикий, Украина, Чили, Ямайка |

## Мегарегулятор в России

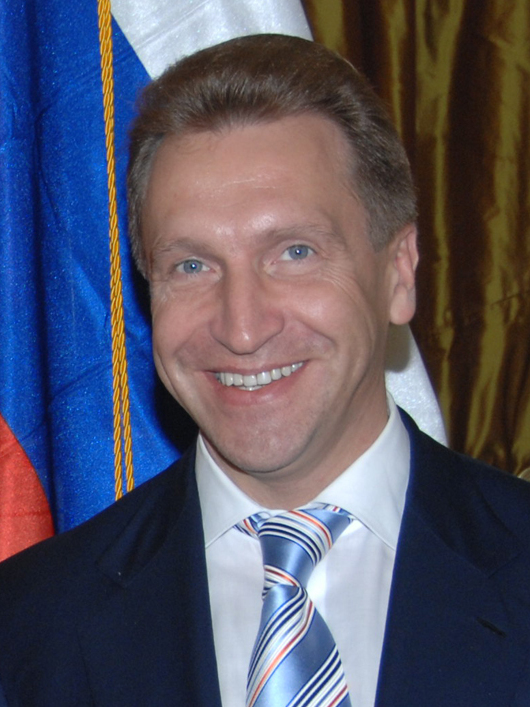
Шувалов И. И.

В 2005 году концепция создания в России финансового мегарегулятора была официально выдвинута ФСФР в проекте «Стратегии развития финансового рынка на 2006-2008 годы», однако правительство тогда эту идею отвергло. В результате ухода Олега Вьюгина с поста руководителя ФСФР процесс обсуждения этой идеи приостановился. В апреле 2009 года эту тему вновь поднял помощник президента Аркадий Дворкович. В середине декабря 2010 Минфин предложил проект указа президента о создании мегарегулятора на базе Росстрахнадзора с присоединением к нему ФСФР. В марте 2011 президент Дмитрий Медведев подписал указ «О мерах по совершенствованию государственного регулирования в сфере финансовых рынков», согласно которому мегарегулятор создавался на базе ФСФР. В 2011 году к ФСФР перешли функции страхового надзора. 
В 2012 году Первый заместитель председателя Правительства РФ Шувалов И. И. выступил с идеей создания регулятора финансовых рынков на базе Банка России. Проект предполагал, что укрупненная Федеральная служба по финансовым рынкам, ведущая надзор за рынком ценных бумаг и страховыми компаниями, вольется в структуру Банка России. Концепцию создания мегарегулятора одобрил президент России Путин В. В. В 2013 году законодательные органы приняли соответствующий федеральный закон (Федеральный закон от 23.07.2013 № 251-ФЗ «О внесении изменений в отдельные законодательные акты Российской Федерации в связи с передачей Центральному банку Российской Федерации полномочий по регулированию, контролю и надзору в сфере финансовых рынков») и с 1 сентября 2013 года Банку России перешли функции упразднённой Федеральной службы по финансовым рынкам, превратив его в единый регулятор финансового сектора.

## Профиль государственных органов регулирования и надзора
По состоянию на 2013 год полномочия органов регулирования и надзора в различных юрисдикция распределены следующим образом:
| Страна                   | Банковский сектор | Страховой сектор | Рынок ценных бумаг |
| ------------------------ | ----------------- | ---------------- | ------------------ |
| Австралия                | BI                | BI               | S                  |
| Австрия                  | CB,U              | U                | U                  |
| Азербайджан              | CB                | I                | S                  |
| Албания                  | CB                | IS               | IS                 |
| Алжир                    | CB                | I                | S                  |
| Аргентина                | CB                | I                | S                  |
| Армения                  | CB                | CB               | CB                 |
| Афганистан               | CB                | I                | CB                 |
| Багамы                   | CB                | G                | S                  |
| Бангладеш                | CB                | I                | S                  |
| Барбадос                 | CB                | IS               | IS                 |
| Бахрейн                  | CB                | CB               | CB                 |
| Беларусь                 | CB                | G                | G                  |
| Бельгия                  | CB                | CB               | CB                 |
| Бермуды                  | CB                | CB               | CB                 |
| Болгария                 | CB                | IS               | IS                 |
| Боливия                  | B                 | IS               | IS                 |
| Босния и Герцеговина     | CB,B**            | I                | S                  |
| Ботсвана                 | CB                | G                | G                  |
| Бразилия                 | CB                | I                | S                  |
| Великобритания           | CB                | CB               | CB                 |
| Венгрия                  | CB                | CB               | CB                 |
| Венесуэла                | B                 | I                | S                  |
| Гватемала                | BI                | BI               | S                  |
| Германия                 | CB,U              | U                | U                  |
| Гонконг                  | CB                | I                | S                  |
| Греция                   | CB                | CB               | S                  |
| Грузия                   | CB                | I                | CB                 |
| Дания                    | U                 | U                | U                  |
| Доминиканская Республика | B                 | I                | S                  |
| Египет                   | CB                | IS               | IS                 |
| Зимбабве                 | CB                | I                | S                  |
| Израиль                  | CB                | G                | S                  |
| Индия                    | CB                | I                | S                  |
| Индонезия                | U                 | U                | U                  |
| Иордания                 | CB                | G                | I                  |
| Иран                     | CB                | I                | SS                 |
| Ирландия                 | CB                | CB               | CB                 |
| Исландия                 | U                 | U                | U                  |
| Испания                  | CB                | I                | S                  |
| Италия                   | CB                | CB               | S                  |
| Казахстан                | CB                | CB               | CB                 |
| Канада                   | BI                | BI               | S**                |
| Катар                    | CB                | CB               | CB                 |
| Кения                    | CB                | I                | S                  |
| Кипр                     | CB                | I                | S                  |
| Китай                    | B                 | I                | S                  |
| Колумбия                 | U                 | U                | U                  |
| Косово                   | CB                | CB               | CB                 |
| Коста-Рика               | B                 | I                | S                  |
| Кувейт                   | CB                | G                | S                  |
| Латвия                   | U                 | U                | U                  |
| Ливан                    | CB,B              | I                | S                  |
| Литва                    | CB                | CB               | CB                 |
| Люксембург               | BS                | I                | BS                 |
| Маврикий                 | CB                | IS               | IS                 |
| Македония                | CB                | I                | S                  |
| Малайзия                 | CB,G              | CB,G             | S                  |
| Мальта                   | U                 | U                | U                  |
| Марокко                  | CB                | G                | S                  |
| Мексика                  | BS                | I                | BS                 |
| Молдова                  | CB                | IS               | IS                 |
| Монголия                 | CB                | IS               | IS                 |
| Намибия                  | CB                | IS               | IS                 |
| Нидерланды               | CB                | CB               | CB                 |
| Никарагуа                | U                 | U                | U                  |
| Новая Зеландия           | CB                | CB               | S                  |
| Норвегия                 | U                 | U                | U                  |
| ОАЭ                      | CB                | CB               | S                  |
| Пакистан                 | CB                | IS               | IS                 |
| Панама                   | B                 | I                | S                  |
| Перу                     | U                 | U                | U                  |
| Польша                   | U                 | U                | U                  |
| Португалия               | CB                | I                | S                  |
| Россия                   | CB                | CB               | CB                 |
| Румыния                  | CB                | IS               | IS                 |
| Сальвадор                | U                 | U                | U                  |
| Саудовская Аравия        | CB                | CB               | S                  |
| Сербия                   | CB                | CB               | S                  |
| Сингапур                 | CB                | CB               | CB                 |
| Словакия                 | CB                | CB               | CB                 |
| Словения                 | CB                | I                | S                  |
| США                      | CB,B**            | CB,I**           | S**                |
| Таиланд                  | CB                | I                | S                  |
| Тринидад и Тобаго        | CB                | CB               | S                  |
| Тунис                    | CB                | I                | S                  |
| Турция                   | B                 | I                | S                  |
| Украина                  | CB                | IS               | IS                 |
| Уругвай                  | CB                | CB               | CB                 |
| Филиппины                | CB                | I                | S                  |
| Финляндия                | U                 | U                | U                  |
| Франция                  | CB                | CB               | S                  |
| Хорватия                 | CB                | IS               | IS                 |
| Черногория               | CB                | I                | S                  |
| Чехия                    | CB                | CB               | CB                 |
| Чили                     | CB,U              | U                | U                  |
| Швейцария                | U                 | U                | U                  |
| Швеция                   | U                 | U                | U                  |
| Шри-Ланка                | CB                | I                | S                  |
| Эквадор                  | BI                | BI               | S                  |
| Эстония                  | U                 | U                | U                  |
| ЮАР                      | CB                | IS               | IS                 |
| Южная Корея              | U                 | U                | U                  |
| Ямайка                   | CB                | IS               | IS                 |
| Япония                   | U                 | U                | U                  |

Обозначения:
B: агентство банковского регулирования и надзора;
BI: агентство регулирования и надзора в банковском и страховом секторе;
BS: агентство регулирования и надзора в банковском секторе и на рынке ценных бумаг;
CB: центральный банк;
G: правительство;
I: агентство регулирования и надзора в страховом секторе;
IS: агентство регулирования и надзора в страховом секторе и на рынке ценных бумаг;
S: агентство регулирования и надзора на рынке ценных бумаг;
U: мегарегулятор финансового сектора (вне центрального банка);
**: государственное или региональное агентство.